# Horacio Villalobos
Horacio Aquiles Villalobos Velasco(Ciudad de México 8 de noviembre de 1970), es un abogado, actor y presentador de televisión mexicano.

## Biografía

### Primeros años
Nació el 8 de noviembre de 1970 en la Ciudad de México. Es nieto del político y abogado mexicano Antonio I. Villalobos. Cursó estudios de teatro, primero en México con José Luis Ibáñez y más tarde en Oxford, Inglaterra. Posteriormente estudió Derecho en la Universidad Nacional Autónoma de México.

### Carrera

#### Conductor
Comenzó su carrera como conductor de televisión a mediados de los años 1990 como presentador de noticias de espectáculos en el canal de noticias ECO, de la cadena Televisa. Más tarde continuó en otros programas de Televisa como 6205 el Planeta (1992) y Entre butacas (1992). En 1992, conduce el segmento de espectáculos del noticiero matutino Al despertar, conducido por Guillermo Ortega Ruiz. Eventualmente condujo el programa cultural Gaceta Cultural, para Canal 9.
A mediados de la década de los noventa se une a las filas del canal musical Telehit, también de Televisa, donde conduce el programa de espectáculos Malas lenguas (1994). En 1996, se convierte en conductor titular de Válvula de escape, emisión que, además de enfocarse en noticias de espectáculos, también incluyó secciones de comedia, cine, teatro, sexualidad y una gran diversidad de temas. Villalobos también fue conductor y corresponsal de varios eventos especiales de Telehit, y entrevistó a numerosas figuras del espectáculo internacional.
De forma paralela a Válvula de escape, en 2000, se integra como uno de los conductores titulares del programa de espectáculos Trapitos al sol, emisión producida por Carmen Armendáriz y donde comparte micrófonos con Maxine Woodside y Juan José Origel. En 2001 abandona la emisión. En 2002, Villalobos fungió como conductor de los resúmenes diarios del reality show Operación Triunfo, en su versión mexicana.
En agosto de 2006, Villalobos dejó Telehit, afirmando haber trabajado en condiciones precarias y no tener apoyo de la empresa. Villalobos permanece dentro de Televisa, colaborando en emisiones como Metrópolis (2007) y la revista matutina Hoy. Entre 2006 y 2011, Villalobos también fungió como conductor del programa radiofónico La Taquilla, junto a René Franco.
En 2008, Villalobos condujo el show de televisión Nocturninos, en la señal 52MX de la cadena MVS Comunicaciones. El formato del programa tenía cierta similitud con el formato de Válvula de escape, además de incluir invitados especiales y otras características más. Le acompañaron en la conducción Jean Duverger, Aníbal Santiago, Ixchel Cisneros, Paula Sánchez, y el elenco de Desde Gayola. El programa concluyó sus emisiones en 2013, al parecer por diferencias publicitarias con la cadena.
En 2010, Villalobos se integró al panel de jueces de la versión hispanoamericana de Mira quién baila (programa de televisión estadounidense), junto a Bianca Marroquín y Lili Estefan para la cadena Univision y Las Estrellas. Villalobos fungió como parte del jurado de la emisión en sus cuatro primeras temporadas, entre 2010 y 2013. En ese mismo año, Villalobos se convierte en titular del programa de análisis de espectáculos Farándula 40, del canal ADN 40, de la cadena TV Azteca, junto a Pilar Boliver, Mauricio Valle y el elenco de Desde Gayola. En 2013, también condujo el programa radiofónico El anexo, con Maxine Woodside y Carmen Armendáriz para la frecuencia de Radio Fórmula.
En 2014, Villalobos condujo la segunda temporada del show de televisión Fashion Police, en su emisión mexicana, a través de la señal E Entertainment.
De 2014 a 2019, Villalobos condujo junto a Sergio Zurita, el programa radiofónico de espectáculos y cultura pop Dispara Margot, Dispara, de la frecuencia EXA FM. Desde 2014, también participa en el programa televisivo de crítica política La de 8, junto a Eduardo Ruiz Healy y Lourdes Mendoza.
En 2018, Villalobos se integró al jurado del reality show musical La Academia, de TV Azteca. Villalobos ha desempeñado su papel de jurado en las emisiones de 2018, 2019 y 2022 del reality musical.
En 2019, Villalobos también funge como juez del reality show de TV Azteca México tiene talento.

#### Actor
Villalobos debutó como actor de televisión con apariciones en el programa de comedia ¿Qué nos pasa?, junto al comediante Héctor Suárez. En 1999, debuta en el teatro en el montaje Picasso en el café de París, dirigido por Susana Alexander, el Foro Escenaria. En 2001, participa en el montaje El principito, en el Teatro Independencia.
En 2002, Villalobos creó Desde Gayola, un segmento de sketches dentro del show televisivo Válvula de escape. Además de fungir como anfitrión y titular de la emisión, Villalobos también fungió como actor, interpretando los personajes de Gustavito (un reportero de revistas de "chismes") y Norberto Rivera Melo (un sacerdote corrupto y una crítica al clero en general), entre otros. Aunque Desde Gayola inició en televisión como parte de Válvula de Escape, también recorrió el país con los espectáculos teatrales y de cabaret Desde Gayola: El Show (2003), Había una Vez...Desde Gayola (2004) y Desde Gayola Presenta: Telebasura (2006). El formato de Desde Gayola continuó a pesar de la salida de su elenco de la señal Telehit en 2006, continuando emisiones a través de la señal 52MX entre 2008 y 2013.
Entre 2013 y 2015, Villalobos produjo y actuó en el montaje Un corazón normal (versión mexicana del montaje estadounidense A Normal Heart). La obra se estrenó en el Teatro Helénico de la Ciudad de México. Fue dirigida por Ricardo Ramírez y Villalobos alternó con los actores Édgar Vivar, Pilar Boliver, Juan Ríos Cantú y Claudio Lafarga, entre otros.
Entre 2017 y 2019, Villalobos produjo, adaptó y estelarizó la obra Un acto de Dios, versión original del montaje de Broadway de David Javerbaum. La obra se estrenó en el Teatro Xola de la Ciudad de México y contó con la dirección de Pilar Boliver.
En 2019, Villalobos produce y dirige una nueva versión mexicana de Los chicos de la banda, de Mart Crowley. El montaje se estrenó en el Teatro Xola de la Ciudad de México, bajo la dirección de Pilar Boliver. Además de Villalobos, la obra cuenta con las actuaciones de Juan Ríos, Aldo Guerra y Juan Carlos Martín del Campo, entre otros.

## Vida personal
Villalobos es abiertamente homosexual. En el año 2015, fue galardonado con el Premio Maguey como Icono Queer en el Festival de Cine de Guadalajara.

## Trayectoria

### Televisión (conductor)
- Gaceta Cultural (1990)
- ECO (1990-1991)
- 6205 el Planeta (1992)
- Entre butacas (1992)
- Al despertar (1992)
- Telehit (1993-2006)
- Malas lenguas (1994)
- Válvula de escape (1996-2006)
- Trapitos al Sol (2000)
- Operación Triunfo México El Relato (2002)
- Metrópolis (2007)
- Hoy (2007)
- Nocturninos (2008-2013)
- Farándula 40 (2010-2020)
- La de 8 (2013-presente)
- Fashion Police (México) (2014)
- Feliz 2019
- El Grito de México, Fiesta Azteca (2019)
- Venga la alegría (2020-2023)
- Soy famoso, ¡Sácame de aquí! (2022)
- Extra40 (2023-presente)[19]
- La casa de los famosos 4 (2024)

### Televisión (juez)
- ¡Mira quién baila! Versión hispanoamericana. (2010-2013)
- La Academia (2018-2022)
- México tiene talento (2019)

### Televisión (actor)
- ¿Qué nos pasa? (1998)
- Desde Gayola (2002-2013)

### Cine
- Serafín: La película (2001)
- The Book of Love (2022)

### Teatro
- Picasso en el Café de París Foro Escenaria 11 (2000)
- El Principito Teatro Independencia (2001)
- Desde Gayola: El show Foro Living (2003 - 2004)
- Había una vez: Desde Gayola Foro Living / Mascabrothers show center (2005 - 2006)
- Desde Gayola Presenta: Telebasura Mascabrothers show center (2007 - 2009)
- Animal... Es (2012 - 2013)
- Un Corazón Normal Teatro Helénico, Teatro San Jerónimo, Teatro Milán y Teatro Aldama (2013 - 2015)
- Un Acto de Dios Teatro Xola, Teatro Royal Pedregal (2017 - 2018) Teatro Royal Pedregal (2018 - 2019)
- Los chicos de la banda Teatro Xola (2019-2022)
- Un Acto de Dios (Segunda Temporada) Teatro Xola (2022 - 2024)

### Radio
- La Familia Tele Guía Radio Fórmula y XEW (1992-1994)
- La Taquilla (2006-2011)
- El Anexo (2013)
- Dispara, Margot, dispara[20] (2014-2019)

### Podcast
- Farándula 021 (2021 a la fecha)